# المدواخ

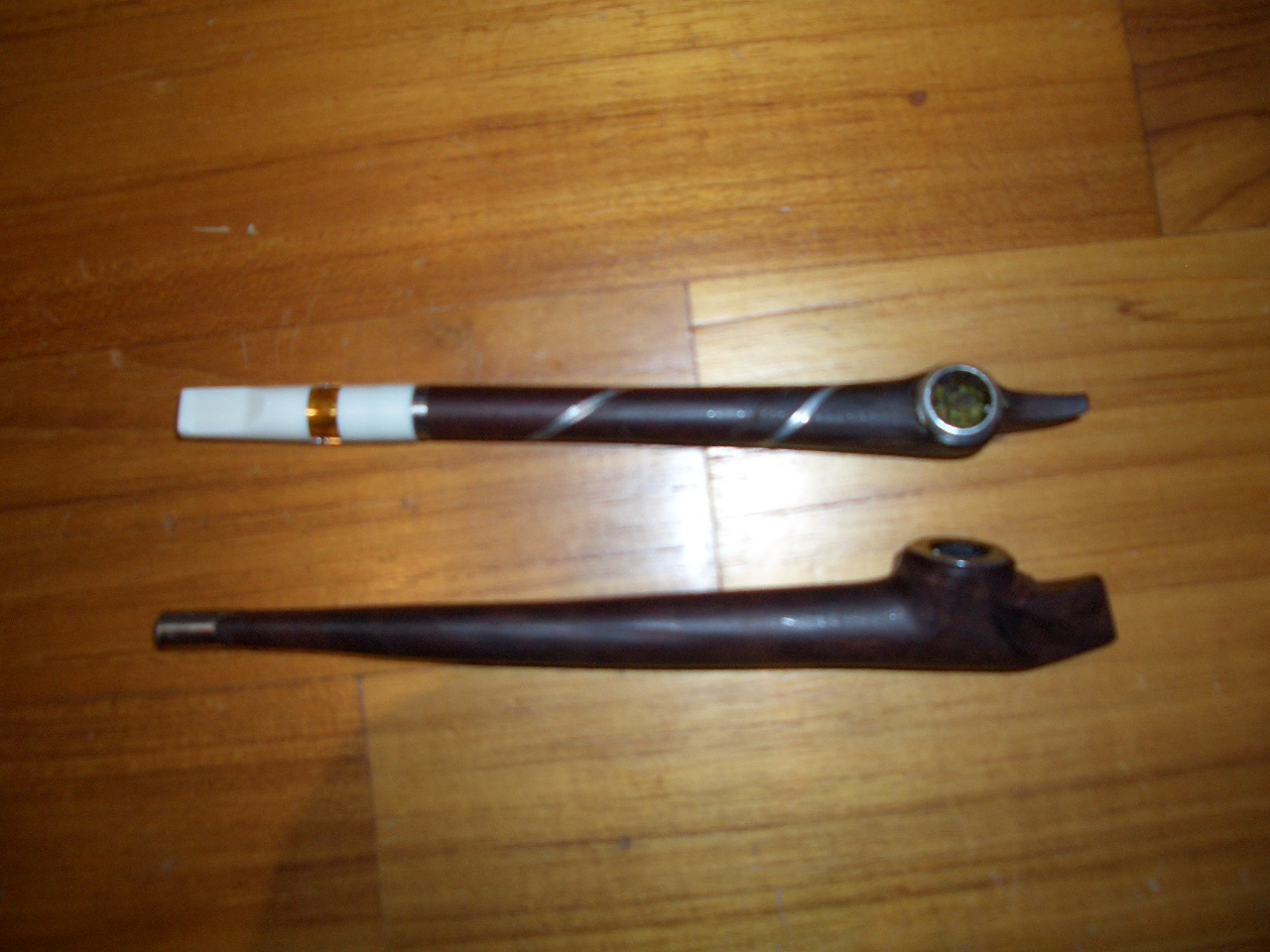

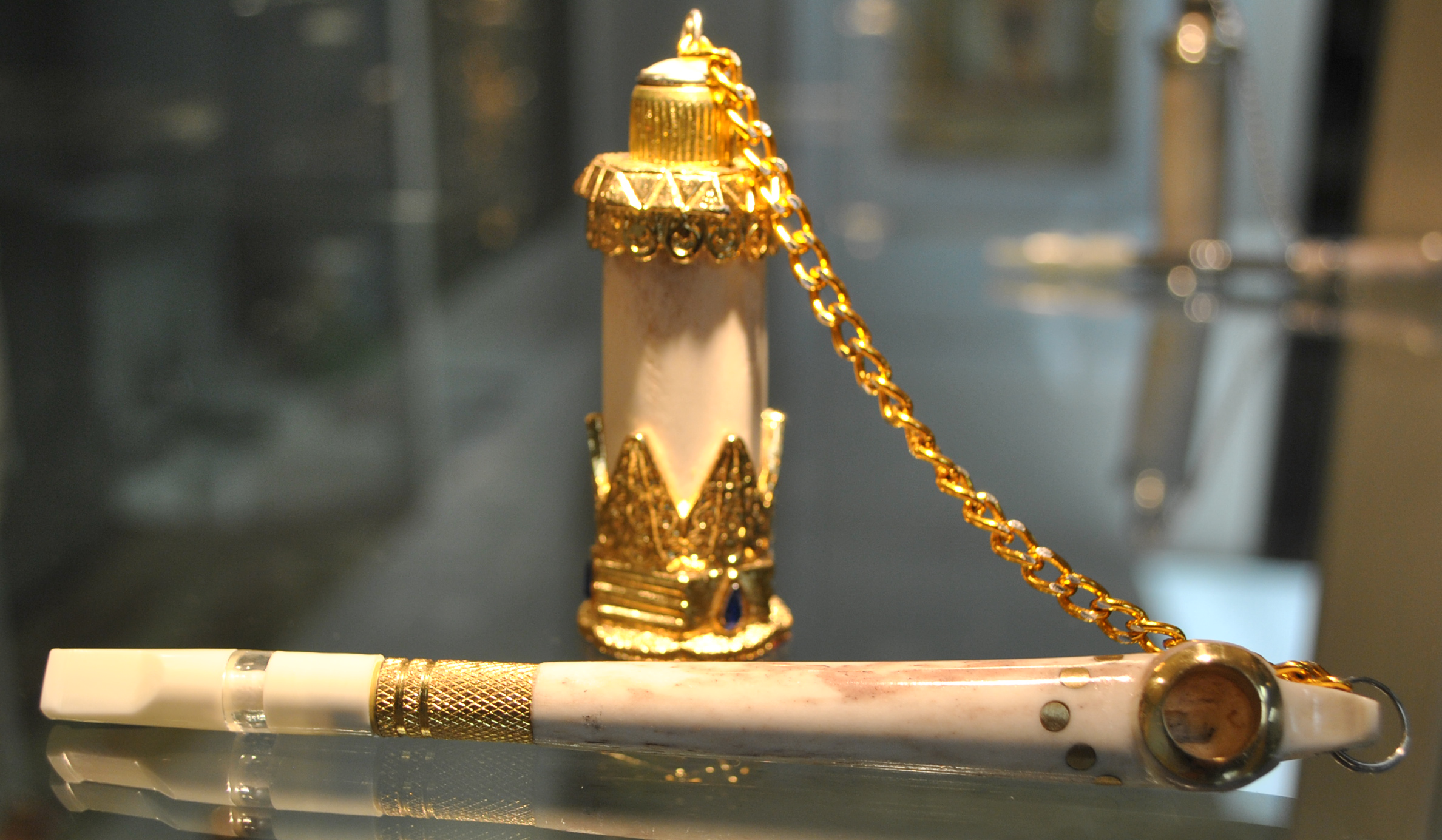
غليون مدواخ من الحجر ومطعم بالذهب وشانتا يستخدم لتخزين تبغ الدوكا

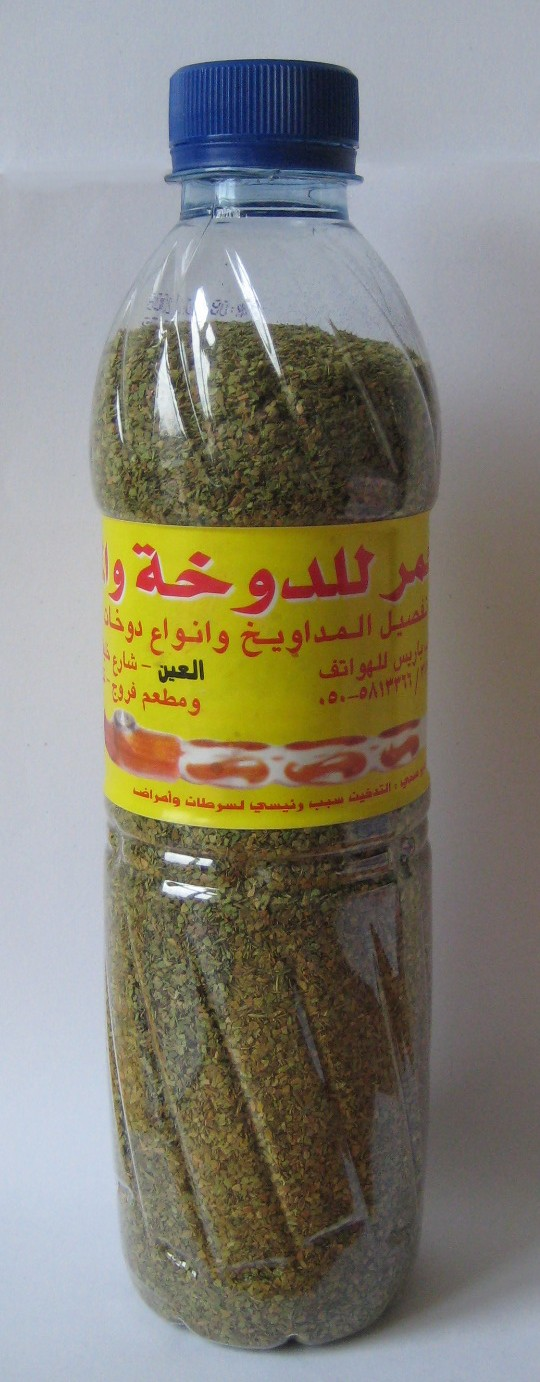
الدوخة

المدواخ Midwakh هو أنبوب تدخين صغير من أصل عربي، يتم فيه تدخين الدوحة (دوخة)، وهو منتج تبغ إيراني منخل ممزوج بأوراق عطرية وأعشاب لحاء. وعاء أنبوب مدواخ عادة ما يكون أصغر من أنبوب التبغ الغربي التقليدي. عادة ما يتم تحميله عن طريق غمس الوعاء في وعاء من رقائق الدوخة. يتم إنتاج المدواخ بشكل أساسي في الإمارات العربية المتحدة، وتحظى بشعبية خاصة في أبو ظبي والعين.

## الشكل
تكون الأنابيب مصنوعة خصيصًا من خلال السماح للمدخن بتحديد الأبعاد والتصميم وحتى الحروف والرموز. العديد في الإمارات العربية المتحدة لديهم رموز دجاج على الأنبوب. يتم صنع المدواخ من مجموعة متنوعة من المواد بما في ذلك الخشب والعظام والمعدن الأساسي والرخام والفولاذ والذهب والفضة والبلاستيك (مع وعاء معدني) أو الزجاج. قد تتضمن أشياء ثمينة مثل الماس والأحجار الكريمة وخواتم من المعدن الثمين منقوشة برموز مثل الصقر المشابه للصقر الموضح في شعار الإمارات العربية المتحدة. يمكن أن يصنع الأنبوب ليشبه الجمل العربي، وهو حيوان يحظى بتبجيل كبير في الإمارات العربية المتحدة.
فتحة الوعاء على شكل فم البعير، مع ثقب صغير متصل بعمود معدني داخل جسم الأنبوب لتوصيل الدخان إلى المستخدم. من بين العديد من الأنواع الحديثة من المدواخ، بعضها متخفي سراً في شكل أقلام، وبعضها يمكن تقسيمه للتنظيف، وبعضها يمكن أن يكون له أوعية مزدوجة أو سيقان مزدوجة. تحتوي معظم المداوخ المصنوعة اليوم على مبسم تناسب مرشحًا بلاستيكيًا.

## انظر ايضا
الدوخة
حاملة سجائر

## روابط خارجية
- الآثار السلبية للمدواخ
- المدواخ الطريق القصير للإدمان